# Thori Staples Bryan
Pour les articles homonymes, voir Bryan.
Thori Yvette Staples Bryan, née le 17 avril 1974 à Baltimore, est une joueuse américaine de soccer évoluant au poste de défenseur.

## Biographie
Elle est internationale américaine à 64 reprises de 1993 à 2003. Elle est sacrée championne olympique en 1996, championne du monde en 1999 et termine troisième de la Coupe du monde 1995.